# Forsskaolea
Forsskaolea é um género botânico pertencente à família Urticaceae.

## Espécies seleccionadas
- Forsskaolea angustifolia
- Forsskaolea cossoniana
- Forsskaolea griersonii
- Forsskaolea tenacissima

1. ↑  «Forsskaolea — World Flora Online». www.worldfloraonline.org. Consultado em 19 de agosto de 2020